# Гарет Вільямс (тенісист)
Гарет Вільямс (англ. Gareth Williams; нар. 27 серпня 1975) — колишній південноафриканський тенісист.
Найвищу одиночну позицію світового рейтингу — 667 місце досяг 18 лютого 1985, парну — 179 місце — 2 жовтня 2000 року.
Здобув 1 парний титул.

## Юніорські фінали турнірів Великого шолома

### Парний розряд: 3 (1–2)
| Результат | Рік  | Турнір                               | Покриття | Партнер       | Суперники                    | Рахунок       |
| --------- | ---- | ------------------------------------ | -------- | ------------- | ---------------------------- | ------------- |
| Поразка   | 1993 | Відкритий чемпіонат Франції з тенісу | Ґрунт    | Невілл Годвін | Стівен Даунс Джеймс Грінхелг | 1–6, 1–6      |
| Поразка   | 1993 | Вімблдонський турнір                 | Трава    | Невілл Годвін | Стівен Даунс Джеймс Грінхелг | 7–6, 6–7, 6–7 |
| Перемога  | 1993 | Відкритий чемпіонат США з тенісу     | Тверде   | Невілл Годвін | Вен Еллвуд Джеймс Секулов    | 6–3, 6–3      |

## Фінали ATP Челленджер і ITF Ф'ючерс

### Парний розряд: 14 (9–5)
| Легенда              |
| -------------------- |
| ATP Челленджер (1–1) |
| ITF Ф'ючерс (8–4)    |

| Фінали за покриттям |
| ------------------- |
| Тверде (9–4)        |
| Ґрунт (0–1)         |
| Трава (0–0)         |
| Килим (0–0)         |

| Результат | В-П | Дата     | Турнір                | Рівень     | Покриття | Партнер        | Суперники                        | Рахунок       |
| --------- | --- | -------- | --------------------- | ---------- | -------- | -------------- | -------------------------------- | ------------- |
| Перемога  | 1–0 | Чер 1999 | США F7, Берклі        | Ф'ючерс    | Тверде   | Гейдн Вейкфілд | Дастін Мок Кейт Поллак           | 5–7, 7–4, 6–4 |
| Поразка   | 1–1 | Чер 1999 | США F8, Данвілл       | Ф'ючерс    | Тверде   | Гейдн Вейкфілд | Брендон Гоук Даґ Рут             | 4–6, 7–6, 3–6 |
| Поразка   | 1–2 | Лип 1999 | США F9, Реддінґ       | Ф'ючерс    | Тверде   | Гейдн Вейкфілд | Брендон Гоук Даґ Рут             | 2–6, 6–2, 2–6 |
| Поразка   | 1–3 | Сер 1999 | США F12, Сент-Джозеф  | Ф'ючерс    | Тверде   | Джефф Вільямс  | Кері Франклін Грейдон Олівер     | 4–6, 2–6      |
| Перемога  | 2–3 | Сер 1999 | США F13, Декейтер     | Ф'ючерс    | Тверде   | Джефф Вільямс  | Меттью Брін Джон Джеймс          | 6–4, 6–2      |
| Перемога  | 3–3 | Сер 1999 | США F14, Канзас-Сіті  | Ф'ючерс    | Тверде   | Джефф Вільямс  | Майкл Пассарелла Якуб Тепли      | 6–0, 6–2      |
| Перемога  | 4–3 | Лис 1999 | США F17, Гаттісбург   | Ф'ючерс    | Тверде   | Джефф Вільямс  | Зак Флейшман Келлі Ґаллетт       | 6–3, 6–3      |
| Перемога  | 5–3 | Гру 1999 | США F21, Лагуна-Нігел | Ф'ючерс    | Тверде   | Джефф Вільямс  | Орен Мотевассел Александер Васке | 2–6, 7–5, 6–2 |
| Перемога  | 6–3 | Січ 2000 | США F1, Пемброк-Пайнс | Ф'ючерс    | Тверде   | Джефф Вільямс  | Рафаел Де Меса Іраклі Лабадзе    | 6–4, 6–1      |
| Перемога  | 7–3 | Січ 2000 | США F3, Бока-Ратон    | Ф'ючерс    | Тверде   | Джефф Вільямс  | Маркуш Даніел Мануель Джоркуера  | 7–6(7–5), 6–2 |
| Поразка   | 7–4 | Сер 2000 | Зюльт, Німеччина      | Челленджер | Ґрунт    | Ешлі Фішер     | Йонуц Молдован Юрій Щукін        | 4–6, 2–6      |
| Перемога  | 8–4 | Жов 2000 | Сан-Антоніо, США      | Челленджер | Тверде   | Веслі Вайтгаус | Майк Браян Боб Браян             | 6–3, 6–4      |
| Поразка   | 8–5 | Кві 2001 | США F8, Літл-Рок      | Ф'ючерс    | Тверде   | Меттью Брін    | Джефф Кутзе Шон Рудман           | 4–6, 6–7(3–7) |
| Перемога  | 9–5 | Кві 2001 | США F10, Елкін        | Ф'ючерс    | Тверде   | Меттью Брін    | Ґевін Сонтаґ Джеррі Турек        | 6–3, 6–4      |